# Bobenthal
Bobenthal település Németországban, Rajna-vidék-Pfalz tartományban. Lakosainak száma 266 fő (2023. december 31.). Bobenthal Wissembourg községgel határos.

## Népesség
A település népességének változása:
| Lakosok száma | 400  | 286  | 289  | 289  | 280  | 266  |
|               | 1975 | 2017 | 2019 | 2021 | 2022 | 2023 |